# Schwefel-Ylide
| Mesomerie (Beispiel: Dimethyl- sulfoniummethylid) Ylid (oben), Yliden (unten) |
| ----------------------------------------------------------------------------- |
| Mesomerie                                                                     |

Schwefel-Ylide, auch Sulfonium-Ylide oder abgekürzt S-Ylide, sind chemische Verbindungen. Es handelt sich um innere Salze mit Kohlenstoff als Anion und Schwefel als Kation (also ein Zwitterion). Die S-Ylide sind mesomeriestabilisiert.

## Herstellung
Die Umsetzung eines Trialkylsulfoniumhalogenids (z. B. Trimethylsulfoniumchlorid) mit starken Basen (z. B. Methyllithium) liefert ein S-Ylid :
Die S-Ylide stellen reaktive Zwischenstufen dar und werden meist sofort mit anderen Stoffen umgesetzt.

## Reaktivität
Mit einem Keton reagiert z. B. Dimethylsulfoniummethylid zu einem Oxiran:
Ausgehend von einem aktivierten Alken entsteht analog ein Cyclopropan-Derivat:
Diese Reaktionen sind auch als Johnson-Corey-Chaykovsky-Reaktion bekannt. Bei beiden Reaktionen wird Dimethylsulfid (H3CSCH3) in stöchiometrischen Mengen abgespalten. Insofern ist die Atomeffizienz dieser Synthesen gering.